# Bernard de Montmirat
Bernard de Montmirat (vers 1225-1296), également appelé Abbas antiquus, est un abbé, notamment de Montmajour (1266), professeur de droit canonique à Béziers et Toulouse, puis évêque de Tripoli en 1286. Il est surtout connu par ses écrits juridiques en relation avec Pierre de Sampson qui fut son professeur et avec qui il a beaucoup collaboré, et par ses missions diplomatiques en Angleterre et en Suède. 